# Betabloqueador

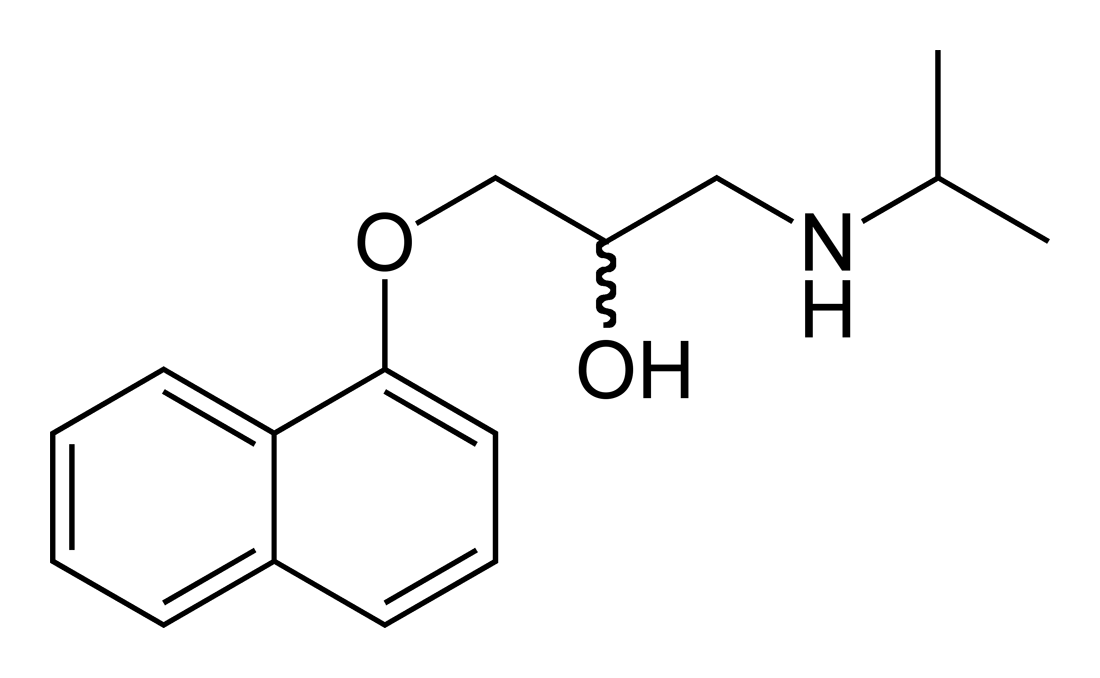
Representación esquelética del propranolol, el primer betabloqueante clínico.

En farmacología, un beta-bloqueante o betabloqueador es un tipo de medicamento usado en varias afecciones, en particular en el tratamiento de los trastornos del ritmo cardíaco y en la cardioprotección posterior a un infarto de miocardio.
Los beta bloqueantes también se llaman agentes bloqueantes beta-adrenérgicos, antagonistas beta-adrenérgicos o antagonistas beta. La mayoría de los betabloqueantes son antagonistas puros, es decir, la unión del medicamento al receptor no lo activa, aunque algunos son antagonistas parciales, y causan activación limitada del receptor —aunque es una activación considerablemente menor que los agonistas completos.

## Historia
El propranolol fue el primer antagonista de receptores betaadrenérgico con uso clínico. Fue desarrollado por Sir James W. Black y revolucionó el tratamiento médico de la angina de pecho, considerándose una de las contribuciones más importantes de la medicina clínica y farmacología del siglo XX.

## Uso clínico
Aunque en una oportunidad fueron usados como primera línea en el tratamiento de la hipertensión, su papel se ha reducido por la aparición de nuevos fármacos con mejores resultados, en especial en individuos ancianos con disfunción eréctil y esteatorrea. Hay un creciente número de evidencias que demuestran que los beta bloqueantes más frecuentemente usados, en especial en combinación con diuréticos tipo tiazida, conllevan un riesgo poco aceptable de la aparición de diabetes mellitus tipo 2. Algunas empresas[¿cuál?] farmacéuticas anunciaron en 2007 que se ha aprobado un nuevo beta bloqueante para el tratamiento de la hipertensión arterial.[cita requerida]
En el año 2007, el Journal of the American College of Cardiology publicó un informe en el que se destacaba que en ningún estudio había quedado demostrado que la monoterapia con beta bloqueantes redujera la morbilidad ni la mortalidad en pacientes hipertensos. Por su parte, el British Medical Research Council demostró que la monoterapia con beta bloqueadores era ineficaz y que si se le añade un beta bloqueador a un diurético, se disminuía el beneficio antihipertensivo del diurético.[cita requerida]
Existen grandes diferencias en la farmacología de estos medicamentos, pues no todos los beta-bloqueantes se usan para las indicaciones listadas abajo, sin embargo en líneas generales algunos de ellos se usan con frecuencia en las siguientes enfermedades:
- Hipertensión: actúa disminuyendo el gasto cardíaco y la secreción de renina.
- Angina de pecho: disminuye la frecuencia cardíaca y la contractilidad del corazón lo que conlleva a una disminución del consumo de oxígeno.
- Prolapso de la válvula mitral.
- Arritmias cardíacas.
- Insuficiencia cardíaca congestiva.
- Infarto agudo de miocardio: disminuye la mortalidad a corto y mediano plazo.
- Glaucoma.
- Profilaxis de la hemicránea o migraña.
- Control sintomático de la taquicardia, temblor en ansiedad e hipertiroidismo.
- Temblor esencial.
- Feocromocitoma, en asociación con alfa bloqueadores.

Con menor frecuencia se han utilizado en las siguientes patologías:
- Cardiomiopatía hipertrófica obstructiva.
- Disección aguda de aneurisma aórtico.
- Síndrome de Marfan (el tratamiento con propanolol disminuye la progresión de la dilatación aórtica y sus complicaciones).
- Prevención de hemorragia de várices esofágicas en la hipertensión portal.
- Coadyuvante en la hiperhidrosis.
- Trastornos de ansiedad en especial la fobia social.

## Farmacología
Los beta-bloqueantes son antagonistas de las acciones endógenas de las catecolaminas adrenalina y noradrenalina, en particular sobre el receptor adrenérgico-β, parte del sistema nervioso simpático.
Existen tres tipos de receptores β, designados como β1, β2 y β3. El receptor β1 está localizado principalmente en el corazón y los riñones, el β2 en los pulmones, tracto gastrointestinal, hígado, útero y la vasculación del músculo liso y músculo cardíaco, mientras que el receptor β3 está localizado en el tejido adiposo. 
Algunos ejemplos de beta bloqueantes incluyen los siguientes: metoprolol acebutolol, bisoprolol, esmolol, propranolol, atenolol, entre otros.

## Ejemplos de beta bloqueantes

Dicloroisoprenalina, El primer fármaco antagonista de los receptores beta adrenérgicos.

### Agentes no selectivos
Actúan sobre receptores Beta1 y Beta2
- Alprenolol
- Bucindolol
- Carteolol
- Carvedilol (tiene actividad de alfa bloqueador adicional y actividad simpaticomimetica intrínseca)
- Labetalol (tiene actividad de alfa bloqueador adicional)
- Nadolol
- Penbutolol (tiene actividad simpaticomimética intrínseca)
- Pindolol (tiene actividad simpaticomimética intrínseca)
- Propranolol
- Timolol
- Sotalol

### Beta bloqueadores 1 selectivos o cardioselectivos
Actúan preferentemente sobre receptores Beta1 
- Acebutolol (tiene actividad simpaticomimética intrínseca)
- Atenolol
- Betaxolol
- Bisoprolol
- Celiprolol
- Esmolol
- Metoprolol
- Nebivolol (Nebilet)

### Beta bloqueadores 2 selectivos
- Butaxamina (ligera actividad agonista alfa adrenérgica) - No utilizado en clínica, solo experimentación.